# ザ★ベスト
『ザ★ベスト』は、日本のロックバンド、キャロルのベスト・アルバムである。2003年1月31日発売。発売元はユニバーサルJ。

## 概要
- 1972年のデビューから1975年の解散までにキャロルが発表したシングル10枚のAB面を全収録[1]。
- 初回盤のみレア映像が入ったスペシャルDVD付（UMBX-1502）と、早期購入者限定のポスターがついた。
- デビュー30年を祝したデジタルリマスター盤。「やりきれない気持ち」はシングルバージョンにて収録。
- 当初2003年1月22日に発売されたが、18トラック目の「ズッコケ娘」にノイズがあることが判明し、店頭在庫分については回収された（但し該当する30万枚のうち、既に5万枚が販売されていた）[2]。

## 収録曲
1. ファンキー・モンキー・ベイビー
2. ルイジアンナ
3. 二人だけ
4. やりきれない気持ち（シングルバージョン）
5. 涙のテディ・ボーイ
6. GOOD OLD ROCK'N'ROLL
7. 憎いあの娘
8. ハニー・エンジェル
9. カモン・ベイビー
10. ヘイ・タクシー
11. 愛の叫び
12. 夏の終り
13. ミスター・ギブソン
14. 0時5分の最終列車
15. 彼女は彼のもの
16. CAROL （子供達に夢を）
17. レディ・セブンティーン
18. ズッコケ娘
19. 番格ロックのテーマ
20. 恋の救急車
21. コーヒー・ショップの女の娘
22. ラスト・チャンス
23. ホープ
24. 甘い日々
25. 緊急電話

### 初回限定盤DVD
1. ファンキー・モンキー・ベイビー （PV）
当時の映像で作られたPV。
2. ルイジアンナ （TVK「ヤング・インパルス」74年より）